# 長野県道434号夜間瀬赤岩線
長野県道434号夜間瀬赤岩線（ながのけんどう434ごう よませあかいわせん）は、長野県下高井郡山ノ内町と中野市を結ぶ一般県道。

## 概要

### 路線データ
- 起点：下高井郡山ノ内町夜間瀬（西小学校前交差点、国道403号交点）
- 終点：中野市赤岩（長野県道414号中野飯山線交点）

## 通過する自治体
- 下高井郡山ノ内町
- 中野市

## 交差・接続する道路
- 国道403号 - 下高井郡山ノ内町夜間瀬（西小学校前交差点、起点）
- 長野県道414号中野飯山線 - 中野市赤岩（終点）